# Liste des ducs de Scanie
Depuis le XIXe siècle, plusieurs princes ont été créés duc de Scanie (en suédois, hertig av Skåne) par les rois de Suède successifs. Nominal depuis 1826, ce titre se transmet aussi à l’épouse du prince, qui est ainsi une duchesse consort.

## Liste des ducs et duchesses de Scanie

### Maison Bernadotte
Sous la maison Bernadotte, trois princes ont porté et porte ce titre :
1. le prince Charles de Suède et de Norvège (1826-1872), de sa naissance à sa montée sur le trône en 1859 (par Charles XIV Jean de Suède et de Norvège) ; 
 titre transmis à son épouse, la princesse Louise des Pays-Bas (1828-1871), en tant que duchesse consort, de son mariage, en 1850 à 1859 ;
2. le prince Gustave Adolphe de Suède (1882-1973), de sa naissance à sa montée sur le trône en 1950 (par Oscar II de Suède et de Norvège) ; 
 titre transmis à son épouse, la princesse Margaret de Connaught (1882-1920), en tant que duchesse consort, de son mariage, en 1905, à 1920 ; puis transmis à sa nouvelle épouse, la princesse Louise Mountbatten (1889-1965), en tant que duchesse consort, de son mariage, en 1923  à 1950 ;
3. le prince Oscar de Suède (2016), depuis sa naissance (par Charles XVI Gustave de Suède).

## Armoiries

Charles de Suède et de Norvège de 1826 à 1844.
Charles de Suède et de Norvège de 1844 à 1859.
Armoiries du prince Gustave Adolphe de Suède-Norvège de 1882 à 1905.
Armoiries du prince Gustave Adolphe de Suède de 1907 à 1950.
Armoiries du prince Oscar de Suède.